# 臭椿球针壳
臭椿球针壳（学名：Phyllactinia ailanthi）是属于白粉菌目白粉菌科球针壳属的一种真菌，寄生在臭椿上。该种分布于中国、朝鲜。